# Leonardus Antonius Lightenvelt

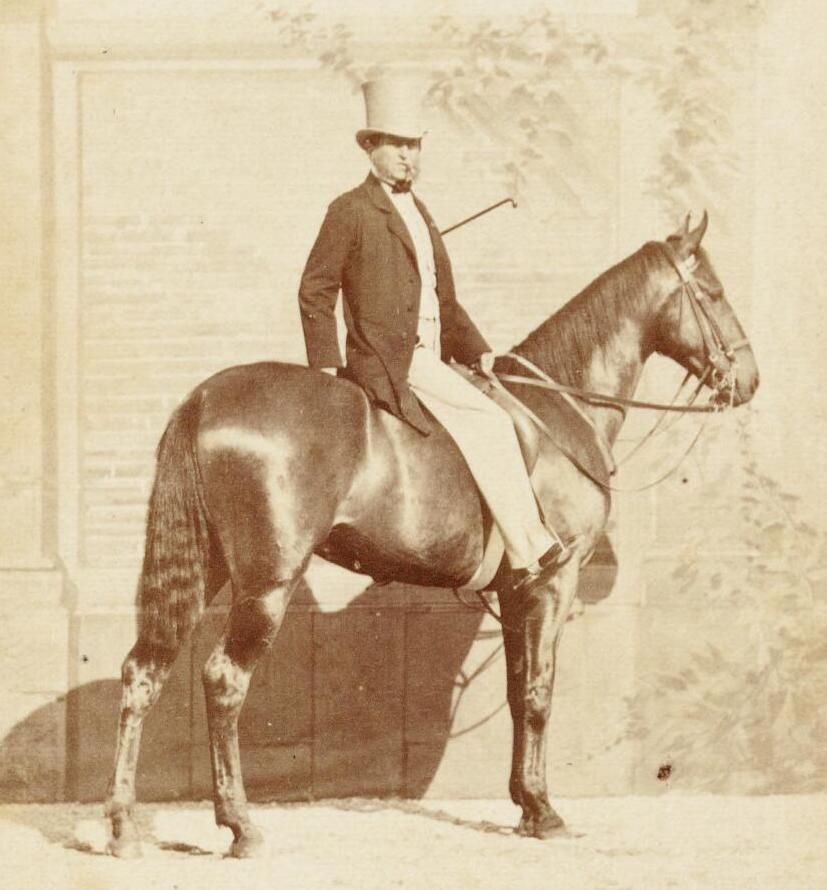
Leonardus Antonius Lightenvelt

Leonardus Antonius Lightenvelt, ('s-Hertogenbosch, 27 oktober 1795 – Hyères (Frankrijk), 29 oktober 1873) was een katholieke rechter en staatsman uit Brabant, die gehuwd was met een protestantse vrouw. Hij was bevriend met koning Willem II, die hem in de Raad van State benoemde. Als regeringscommissaris in Limburg, waar onder invloed van de revolutionaire beweging in de Duitse landen een afscheidingsbeweging was ontstaan, zorgde hij er in 1848 mede voor dat die provincie bij Nederland bleef. Na twee periodes als minister (resp. van Katholieke Eredienst en Buitenlandse Zaken) rond de grondwetswijziging van 1848 (die hij steunde, hoewel hij een tegenstander van Thorbecke was) sloot hij zijn loopbaan af als gezant in Frankrijk; het land waar hij ook zou overlijden.